# Naming Rights
Naming rights, prawa do nazwy – prawa do nazwania własności (obiektu, miejsca, wydarzenia), najczęściej przyznawane w zamian za finansowe wynagrodzenie. Dla firm i organizacji jest to forma reklamy produktów, możliwość zaistnienia marki w świadomości społeczeństwa, a także społecznie odpowiedzialne działanie biznesu (CSR) w przypadku obiektów niekomercyjnych. Transakcje naming rights w większości dotyczą obiektów sportowych, edukacyjnych, artystycznych, transportowych i medycznych oraz wydarzeń sportowych i kulturalnych. Umowy takie mają najczęściej charakter długoterminowy i trwają od 5 do 30 lat (zdarzają się też umowy na czas nieokreślony). Prawa do nazwy mogą być również przekazywane bez finansowego wynagrodzenia. Instytucje takie jak szkoły, szpitale czy miejsca kultu religijnego mają w tradycji przyznawanie darczyńcy prawo do nazwy w zamian za oferowane wkłady na rzecz organizacji.

## Historia
Naming rights stadionu zostały zapoczątkowane w 1953 roku w Ameryce Północnej, kiedy firma Anheuser-Busch zaproponowała zmianę nazwy obiektu Sportsman's Park, zajmowanego przez St. Louis Cardinals, na “Budweiser Stadium”. Kiedy pomysł został odrzucony przez Forda Fricka, ówczesnego komisarza ligi Baseballa, Anheuser-Busch zaproponował nazwę “Bausch Stadium”, która miała pochodzić od jednego z założycieli firmy. Nowa propozycja została zaakceptowana, a Anheuser-Busch wypuścił produkt o nazwie "Busch Bavarian Beer" (obecnie znany jako Busch Beer). Nazwa została później rozszerzona do “Busch Memorial Stadium” w 1966 roku, a następnie ponownie skrócona do "Busch Stadium" w roku 1970 i utrzymała się do zamknięcia w 2005 roku. Obecnie Anheuser-Busch posiada prawa do nazwy nowego stadionu Cardinals – Bausch Stadium, który został otwarty w kwietniu 2006 roku.
Innym historycznym przykładem jest sprzedaż praw do nazwy nowego stadionu w Foxborough, Massachusetts w 1970–1971 dla firmy Schaefer Brewery, przez New England Patriots należących do National Football League.

## Przykłady z Polski
- Atlas Arena w Łodzi – prawo do nazwy hali zostało wydzierżawione od miasta na pięć lat i za 5 mln złotych[1].
- BGŻ Arena  w Pruszkowie[2]
- Stadion Zagłębia Lubin
- Winiary Arena (do 2010, obecnie Kalisz Arena)
- PGE Arena Gdańsk 35 mln zł za PGE Arena Gdańsk[3]